# Loxocrambus
Loxocrambus är ett släkte av fjärilar. Loxocrambus ingår i familjen Crambidae.
Kladogram enligt Catalogue of Life:
| Loxocrambus | \| \| Loxocrambus awemensis \| \| \| \| \| \| Loxocrambus canellus \| \| \| \| \| \| Loxocrambus coloradellus \| \| \| \| \| \| Loxocrambus mohaviellus \| \| \| \| |
|             | \| \| Loxocrambus awemensis \| \| \| \| \| \| Loxocrambus canellus \| \| \| \| \| \| Loxocrambus coloradellus \| \| \| \| \| \| Loxocrambus mohaviellus \| \| \| \| |
|             | Loxocrambus awemensis |
|             | |
|             | Loxocrambus canellus |
|             | |
|             | Loxocrambus coloradellus |
|             | |
|             | Loxocrambus mohaviellus |
|             | |